# Église Saint-Stanislas de Kostka
Église Saint-Stanislas de Kostka är en kyrka i nyromansk stil i Montréal i Kanada. Den blev klar år 1912.